# Митрофановская церковь (Лосево, Павловский район)
Митрофановская церковь (Троицкая церковь) — православный храм в селе Лосево Павловского района Воронежской области в честь Святой Троицы с двумя приделами: южным — Преображения Господня, северным в честь святителя Митрофана Воронежского. В настоящее время храм разрушен, от него осталась только колокольня. Является памятником архитектуры (объект культурного наследия регионального значения).

## История
Заложена в 1861 году. Придел в честь Митрофана Воронежского был освящён в 1867 году. Главный престол был освящён 11 октября 1876 года в честь Живоначальной Троицы.
В советские годы разрушена. Сохранена часть колокольни. Колокольня находится вблизи федеральной трассы «Дон» и хорошо видна оттуда. На данный момент объект не принадлежит Церкви.